# Mechtylda Holštýnská
Mechtylda Holštýnská, také Matilda (dánsky Mechtild af Holstein, 1220 nebo 1225–1288, Kiel) byla jako manželka dánského krále Abela dánskou královnou v letech 1250–1252.

## Biografie

### Původ, mládí
Mechtylda se narodila jako dcera holštýnského hraběte Adolfa IV. († 1261) a jeho manželky Hedviky z Lippe.

### Manželství s dánským králem, potomci
Již jako dítě byla Mechtylda z politických důvodů zasnoubena s dánským princem, tehdy šlesvickým vévodou Abelem, synem dánského krále Valdemara II. a jeho druhé manželky Berengarie Portugalské. Svatba se uskutečnila 25. dubna roku 1237 ve Šlesviku. Královnou se Mechtilda stala v roce 1250, kdy po zavraždění staršího Abelova bratra Erika IV. (na němž podle všeho měl její manžel svůj díl) připadl trůn Abelovi. Jako místo korunovace manželského páru, jež se uskutečnila 1. listopadu 1250, uvádějí některé prameny Roskilde, jiné Lund, v té době obvyklé místo korunovací dánských králů. Pod vlivem manželky byla králova politika orientovaná do severního Německa – hlavně na města Hamburk, Lübeck, Rostock a Wismar sdružená v Hanze, jimž Abel udělil rozšířený přístup do dánských přístavů a k obchodu s rybami.
Z manželství Mechtyldy s Abelem se narodily čtyři děti:
- Valdemar III. Šlesvický (ca 1238–1257)
- Žofie (ca 1240)
- Erik I. Šlesvický (ca 1240–1272)
- Abel (ca 1252–1279)

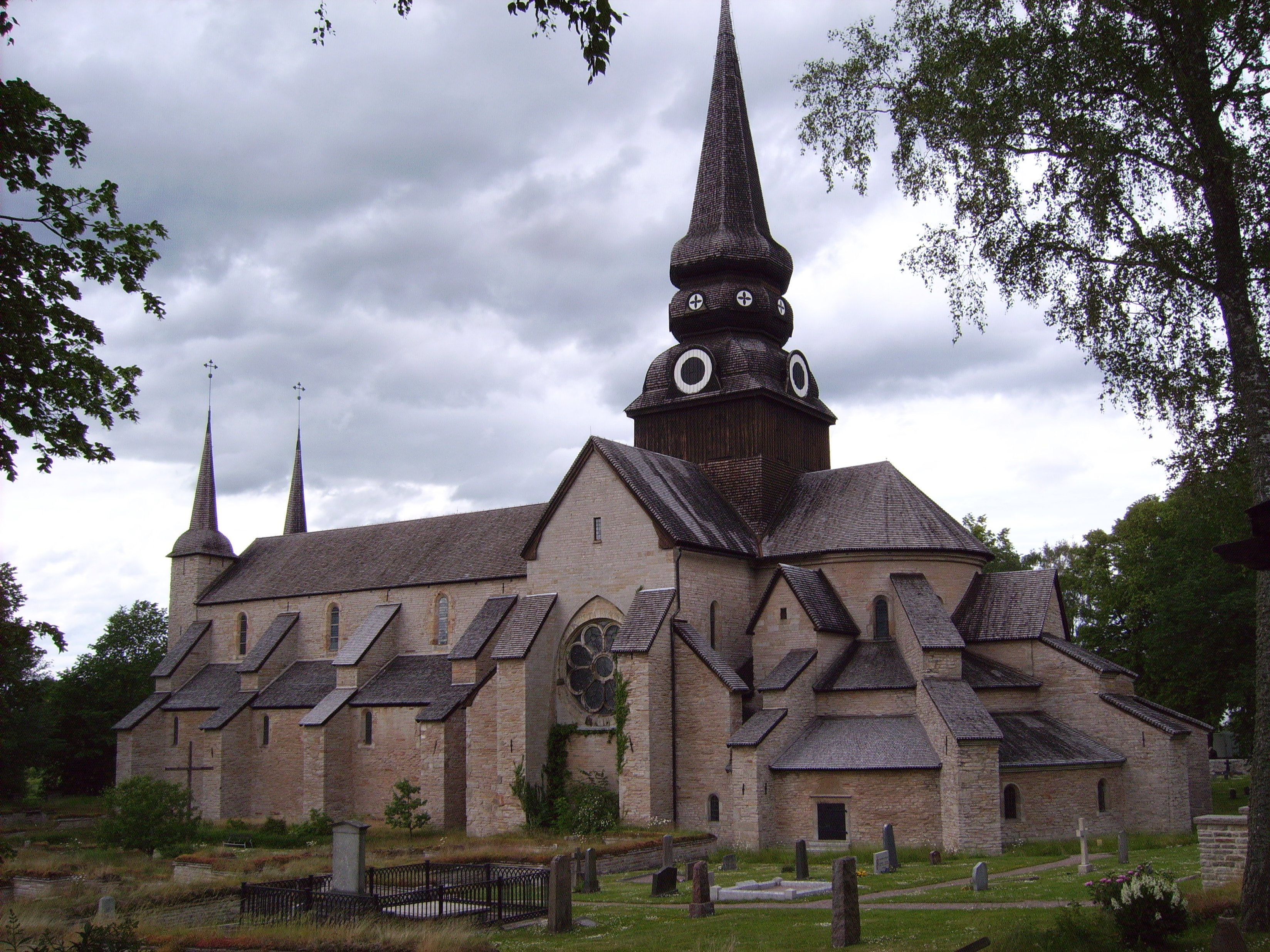
Kostel kláštera ve Varnhemu, místo posledního odpočinku královny Mechtyldy.

29. červen 1252 Abel zemřel – byl zabit při útěku z prohrané bitvy při pokusu potlačit ozbrojené povstání Frísů. Dánským králem se stal mladší Abelův bratr Kryštof I., který pominul dědická práva bratrových synů. Mechtylda se vrátila zpět do Holštýnska a vstoupila do kláštera. Podařilo se jí dosáhnout vysvobození svého prvorozeného syna z internace v domě kolínského arcibiskupa a bojovala za práva svých synů ve šlesvickém vévodství.

### Druhé manželství
V roce 1261 se Mechtylda provdala za švédského regenta, ovdovělého Jarla Birgera (otce pozdějšího švédského krále Valdemara I.) a s ním se usadila ve Švédsku. Po jeho smrti se znovu vrátila do rodného Holštýnska, kde roku 1288 v Kielu zemřela. Pochována však byla po boku svého druhého manžela v klášteře ve Varnhemu ve Švédsku. Není jisté, zda z tohoto manželství vzešli nějací potomci. Některé prameny uvádějí že Bengt, nejmladší Birgerův syn, byl synem od Mechtyldy, stejně jako dcera Kristina.
V Dánsku byla Mechtylda značně nepopulární, nazývali ji německou dcerou ďábla. Činili ji zodpovědnou za to, že Dánsko pozbylo území dobytá v severním Německu, neboť rozhodně podporovala své syny, kteří se spojili s Holštýnskem v boji proti Dánsku o vládu ve Šlesviku.